# Panqueba
Panqueba là một thị xã và đô thị ở  Departamento Boyacá, thuộc phân vùng Gutiérrez.